# Rostislaw Dimitrow
Rostislaw Dimitrow (bulgarisch Ростислав Димитров, engl. Transkription Rostislav Dimitrov; * 26. Dezember 1974 in Russe) ist ein ehemaliger bulgarischer Dreispringer.
Nachdem er bei den Leichtathletik-Weltmeisterschaften 1997 in Athen noch in der Qualifikation ausgeschieden war, gewann er im folgenden Jahr bei den Europameisterschaften in Budapest seine erste internationale Medaille. Im Dreisprung belegte er mit 17,26 m den dritten Platz hinter Jonathan Edwards (17,99 m) und Titelverteidiger Denis Kapustin (17,45 m).
Den größten Erfolg seiner Karriere feierte er mit dem Gewinn der Silbermedaille bei den Leichtathletik-Weltmeisterschaften 1999 in Sevilla. Mit persönlicher Bestleistung von 17,49 m platzierte er sich hinter Charles Friedek (17,59 m) und vor Jonathan Edwards (17,48 m). Früher in der Saison hatte Dimitrow bereits bei den Hallenweltmeisterschaften in Maebashi den zweiten Platz belegt. Er wurde jedoch nachträglich wegen der illegalen Einnahme von Ephedrin disqualifiziert.
2000 gewann er bei den Halleneuropameisterschaften in Gent die Silbermedaille und musste sich dabei wieder nur Charles Friedek geschlagen geben. Bei den Olympischen Spielen in Sydney belegte Dimitrow den neunten Rang und wurde zum Abschluss der Saison beim IAAF Grand Prix Final in Doha Zweiter. Bei den Leichtathletik-Weltmeisterschaften 2001 in Edmonton belegte er den achten, bei den Europameisterschaften 2002 in München den neunten Platz.
Rostislaw Dimitrow ist 1,82 m groß und wog zu Wettkampfzeiten 80 kg.

## Bestleistungen
- Dreisprung: 17,49 m, 25. August 1999, Sevilla
  - Halle: 17,26 m, 5. Februar 1999, Budapest